# Monolistra
Monolistra là một chi giáp xác nước ngọt trong họ Sphaeromatidae. 

## Các loài
Chi này gồm các loài:
Microlistra Gerstaecker, 1856
- Monolistra bolei (Sket, 1960) –  Slovenia [1]
- Monolistra calopyge Sket, 1982 –  Slovenia [2]
- Monolistra pretneri Sket, 1964 –  Croatia
- Monolistra schottlaenderi Stammer, 1930 –  Ý [3]
- Monolistra sketi (Deeleman-Reinhold, 1971) –  Croatia
- Monolistra spinosa (Racovitza, 1929) –  Slovenia
- Monolistra spinosissima (Racovitza, 1929) –  Slovenia [4]

Monolistra Gerstaecker, 1856
- Monolistra caeca Gerstaeker, 1856 -  Slovenia,  Ý,  Croatia
- Monolistra monstruosa Sket, 1970 –  Bosna và Hercegovina

Monolistrella Sket, 1964
- Monolistra velkovrhi Sket, 1960

Pseudomonolistra
- Monolistra bosnica Sket, 1970 –  Bosna và Hercegovina
- Monolistra hercegoviniensis Absolon, 1916 -  Bosna và Hercegovina
- Monolistra radjai Prevorcnik & Sket, 2007

Typhlosphaeroma
- Monolistra bericum (Fabiani, 1901) –  Ý,  Croatia
- Monolistra boldorii Brian, 1931 –  Ý
- Monolistra lavalensis Stoch, 1984 –  Ý
- Monolistra matjasici Sket, 1965 –  Croatia
- Monolistra pavani Arcangeli, 1942 –  Ý,  Thụy Sĩ
- Monolistra racovitzai Strouhal, 1928 –  Slovenia,  Croatia